# Calycopis calus
Espèce
Calycopis calus est un papillon de la famille des Lycaenidae, de la sous-famille des Theclinae et du genre Calycopis.

## Dénomination
Calycopis calus a été décrit par Jean-Baptiste Godart en 1824 sous le nom initial de Polyommatus calus.
Synonymes: Argentostriatus eitschbergeri, Johnsoni, 1993; Thecla calus, Hewitson, 1877.

### Nom vernaculaire
Calycopis calus se nomme Calus Hairstreak en anglais.

## Description
Calycopis calus est un petit papillon d'une envergure d'environ 23 mm, aux pattes et aux antennes cerclés de blanc et noir, avec une longue queue à chaque aile postérieure.
Sur le dessus les ailes antérieures est marron suffusé de bleu métallisé brillant et les ailes postérieures sont bleu brillant métallisé avec une bande beige au bord interne.
Le revers est jaune clair avec aux ailes antérieures une plage marron depuis le milieu du bord costal, aux ailes postérieures une fine ligne postdiscale marron et deux ocelles collés dont un marron en position anale.

## Écologie et distribution
Calycopis calus est présent en Colombie, en Équateur au Venezuela et en Guyane,,,.

### Protection
Pas de statut de protection particulier.